# Liste der Bischöfe von Naumburg

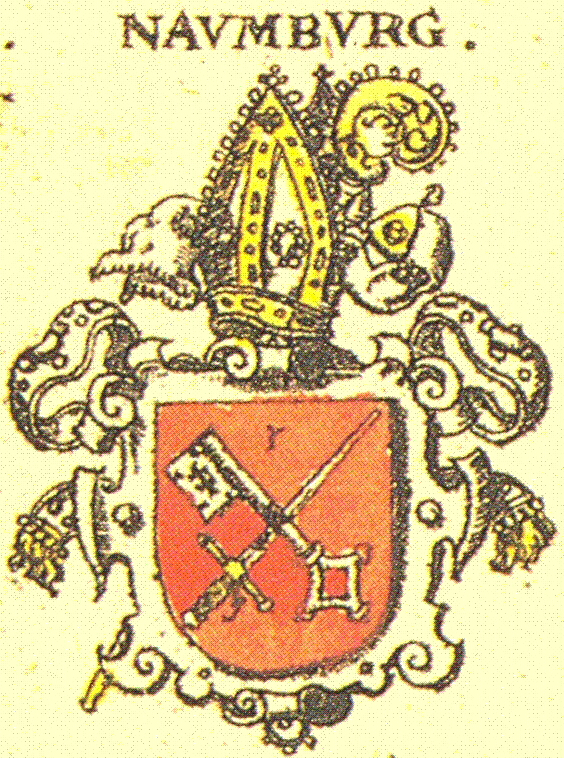
Wappen des Bistums Naumburg nach Siebmachers Wappenbuch 1605

Die Liste der Bischöfe von Naumburg enthält eine Übersicht über die Bischöfe von Zeitz und die Bischöfe von Naumburg.
Zentrum des Bistums war zunächst Zeitz. Der Zeitzer Dom befindet sich inmitten von Schloss Moritzburg und wurde unter Moritz von Sachsen-Zeitz zur Schlosskapelle umgebaut, die Türme wurden dabei abgetragen. Der Bischofssitz ging 1028 von Zeitz auf Naumburg über. Die Verbundenheit mit Zeitz drückt sich auch darin aus, dass sich spätere Bischöfe v. a. in der Zeitzer Stiftskirche bestatten ließen. Neues religiöses Zentrum bildete der Naumburger Dom. Dem Bischof stand zeitweise ein Weihbischof zur Seite (siehe Liste der Weihbischöfe in Naumburg).
Die Naumburger Bischöfe stammten spätestens ab dem 14. Jahrhundert mehrheitlich aus niederadeligen thüringischen oder sächsischen Adelsfamilien. Familien, wie die von Colditz, Haugwitz, Schleinitz oder die von Schönberg und ihr näheres Umfeld stellten, teils mehrfach, Bischöfe und bekleideten auch andere hohe geistliche Positionen. Auch die benachbarten Bischöfe von Meißen stammten zum Teil aus diesem Kreis.
Bei Siebmacher zeigt das Wappen des Bistums in Rot schräggekreuzt ein silbernes Schwert mit goldenem Knauf und einen silbernen Schlüssel. Der Schlüssel liegt über dem Schwert. In späten Bischofswappen verschmilzt dieses Wappenmotiv mit dem des Familienwappens zu einer Vierung, auf den Wappendarstellungen der Epitaphen der Naumburger Bischöfe bleiben diese Wappen aber auch oft unabhängig voneinander stehen. Die in der Liste dargestellten Familienwappen sind unter anderem Siebmachers Wappenbuch von 1605 entnommen.

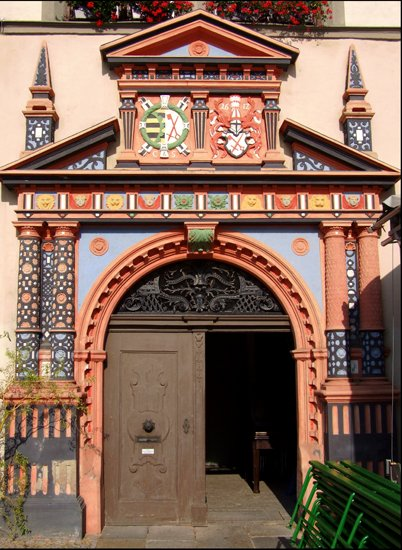
Wappen über dem Tor des Naumburger Rathauses

Der Wettiner Heinrich, Markgraf von Meißen stellte 1259 das Hochstift im Vertrag von Seußlitz unter seine Schutzherrschaft. Mit der Säkularisation des Bistums übernahmen 1564 die Albertiner die Verwaltung des zugehörigen Hochstiftes. In der Verwaltungsgliederung des Kurfürstentums Sachsen bleibt es ein nicht eingekreistes Gebiet. Erst 1814 wurde das Stiftsgebiet als Teil des Königreichs Sachsen unter Nikolai Grigorjewitsch Repnin-Wolkonski aufgelöst. An Stelle der Stiftsregierung trat 1816 die königlich-preußische Regierung in Merseburg.

## Liste der Bischöfe von Naumburg
| Nr.                         | Name                              | Amtszeit           | Anmerkung | Darstellung                                      | Wappen                                   |
| Bischöfe von Zeitz          | Bischöfe von Zeitz                | Bischöfe von Zeitz | Bischöfe von Zeitz | Bischöfe von Zeitz                               | Bischöfe von Zeitz                       |
| --------------------------- | --------------------------------- | ------------------ | --- | ------------------------------------------------ | ---------------------------------------- |
| 1                           | Hugo I.                           | 0968–0979          | 968 wurde das Erzbistum Magdeburg, mit der Unterteilung in die Bistümer Meißen, Merseburg, Brandenburg, Havelberg und Zeitz, gegründet. Am Weihnachtstag 968 wurde der Benediktinermönch Hugo zum ersten Zeitzer Bischof geweiht. Die Position Hugos I. war nicht unangefochten. Er wurde 976 oder 977 durch ein böhmisches Heer unter der Führung des Grafen Dedo I. von Wettin vertrieben. |                                                  |                                          |
| 2                           | Friedrich                         | 0979–0990          | Friedrich wird nur in einer einzigen Quelle während seiner Zeit als Bischof erwähnt. Daher bleiben sowohl der Beginn seiner Amtszeit 979 oder 980, als auch das Ende mit seinem Tod 990 oder 991 offen. Erwähnt wird Friedrich in der Chronik von Thietmar von Merseburg im Herbst 981 anlässlich der Aufhebung des Bistums Merseburg unter Erzbischof Giselher von Magdeburg. |                                                  |                                          |
| 3                           | Hugo II.                          | 0991–1002          | Hugo II. war bei der Einweihung des Halberstadter Doms anwesend und nahm an einer Synode in Hildesheim unter Bischof Bernward teil. Letztmals erwähnt wird er bei der Huldigung Heinrichs II. |                                                  |                                          |
| 4                           | Hildeward                         | 1003–1030          | Hildeward war ein Zeitgenosse von Thietmar von Merseburg und nahm an dessen Ordination teil. 1027 findet er sich unter den Teilnehmern des Frankfurter Konzils. 1028 wurde der Bischofssitz offenbar auf Betreiben von Hermann I. und Ekkehard II. von Meißen von Zeitz nach Naumburg verlegt. | Hildeward-Grabmal im Ostchor                     |                                          |
| Bischöfe von Naumburg-Zeitz |                                   |                    | |                                                  |                                          |
| 5                           | Kadeloh                           | 1030–1045          | Kadeloh machte zahlreiche Erwerbungen für das Hochstift, darunter auch der Königshof Balgstädt. Durch die aktive Förderung der Ansiedlung von Kaufleuten aus Kleinjena bei der Burg Naumburg, gilt er als Gründungsvater der Stadt Naumburg. Als Kanzler des Kaisers bewegte er sich mehrfach in Italien und starb bei einer diplomatischen Reise wahrscheinlich in Rom. |                                                  |                                          |
| 6                           | Eberhard                          | 1045–1079          | Eberhard war einer der wenigen Reichsbischöfe, der zu Zeiten des Sachsenkrieges und des Investiturstreits auf der Seite von Heinrich IV. blieb. Er begleitete ihn auch beim Gang nach Canossa. Bei der Rückkehr konnte er das Bistum nicht mehr betreten und übernahm die Administratur im Bistum Würzburg. Er starb 1079 bei einem Sturz vom Pferd in der Nähe von Würzburg. |                                                  |                                          |
| 7                           | Günther I. von Wettin             | 1079–1090          | Günther I. war ein Sohn des Gero von Brehna. Als Wettiner stellte er sich gegen Heinrich IV. und unterstützte die Gegenkönige Rudolf von Rheinfelden und später Hermann von Salm. Die Wettiner arrangierten sich schließlich mit Heinrich IV., hatten ihre Position aber nachhaltig gestärkt. |                                                  |                                          |
| 8                           | Walram                            | 1091–1111          | Walram beteiligte sich an der Vermittlung zwischen Ost- und Westkirche. Er stand diesbezüglich in Briefkontakt mit Anselm von Canterbury. Werke Walrams im Abdinghofkloster bezeugen seine Verehrung des Heiligen Leonhard. |                                                  |                                          |
| 9                           | Dietrich I.                       | 1111–1123          | Dietrich I. stellte sich im Investiturstreit auf die Seite von Papst Gelasius II. und befand sich 1118 auf der Synode in Fritzlar. Er wurde im Kloster Posa von einem wendischen Laienbruder mit einem Messer angegriffen und erlag später seinen Verletzungen. Der dort errichtete Grabstein wurde nach seiner Zerstörung im 15. Jahrhundert wiederhergestellt, seine Inschrift ist von Johann Tauchwitz im Jahr 1592 überliefert. |                                                  |                                          |
| 10                          | Richwin                           | 1123–1125          | In seiner kurzen Amtszeit ist Richwin u. a. bei der Bestattung von Wiprecht von Groitzsch belegt. Sein Epitaph aus der Zeit um 1260 zeigt ihn als Ritzzeichnung und befindet sich in der Naumburger Moritzkirche. | Metallene Grabplatte (Druck von 1896)            |                                          |
| 11                          | Udo I. von Thüringen              | 1125–1148          | Udo war der vierte Sohn des Grafen Ludwig der Springer. Als Reichsfürst war Udo öfter in der Nähe von Kaiser Lothar III. anzutreffen und unterstützte Konrad III. bei seiner Wahl. Er nahm an den Feierlichkeiten der Erhebung des Heiligen Gotthard teil. Nachdem er 1147 zum Zweiten Kreuzzug nach Jerusalem aufgebrochen war, erlebte er 1148 die Niederlage bei Laodicea und starb beim Untergang seines Schiffes im Mittelmeer. |                                                  |                                          |
| 12                          | Wichmann von Seeburg-Querfurt     | 1148–1154          | Wichmann war der Sohn des Grafen Gero von Seeburg († 1122) und Mathilde, der Tochter des Grafen Thimo von Brehna und somit ein naher Verwandter der Wettiner. Er war ein Gefolgsmann Konrads III. und fand in Friedrich I. einen Unterstützer bei seiner Kandidatur als Erzbischof von Magdeburg (1152/1154–1192). Als bedeutender Kirchenfürst beteiligte er sich an der Reichspolitik und erweiterte durch Eroberungen das Erzstift. 1160 wohnte er dem Konzil von Pavia bei, unternahm 1164 eine Wallfahrt nach Palästina und war 1165 beim Würzburger Konzil. Ihm wird ein wesentlicher Einfluss bei der Entwicklung des Magdeburger Rechts zugeschrieben. | Ausschnitt aus der Grabplatte im Magdeburger Dom | Siegel als Erzbischof                    |
| 13                          | Berthold I. von Boblas            | 1154–1161          | Berthold stammte aus einem edelfreien Geschlecht, das sich nach Boblas nannte. Als Wichmann von Seeburg zum Erzbischof aufstieg, übernahm er von diesem den Bischofsstuhl in Naumburg. 1157 weilte er beim erzbischöflichen Generalkonzil in Merseburg. Als Anhänger der Staufer begleitete er den Kaiser nach Italien und starb im Heerlager vor Mailand. |                                                  |                                          |
| 14                          | Udo II. von Veldenz               | 1161–1186          | Udo stammte aus dem Hause der Ludowinger und war der Sohn des Grafen Gerlach I. von Valdenz und der Cäcilie († 1141), der Tochter von Ludwig dem Springer. Er findet sich häufig im Gefolge des Kaisers Barbarossa und beteiligte sich am Zug gegen Rom 1167. 1179 nahm er am Dritten Laterankonzil in Rom teil. |                                                  |                                          |
| 15                          | Berthold II.                      | 1186–1206          | Berthold ist öfter an den Regierungssitzen der Kaiser Barbarossa und Heinrich VI. nachweisbar. Er beteiligte sich aktiv an den Reichstagen 1195 in Gelnhausen und Worms, sowie 1196 in Würzburg. Vermutlich nahm er ab 1197 am vierten Kreuzzug teil. 1206 resignierte er und zog sich ins Kloster Schulpforte zurück. Als Weihbischof in Naumburg wird er bei der Einweihung der Kapelle im Kloster Lausnitz letztmals am 1. September 1219 in einer Urkunde genannt. |                                                  | Geistlicher Brakteat als Bischof         |
| 16                          | Engelhard                         | 1206–1242          | Engelhard widmete sich vornehmlich der Reichspolitik, anfangs an der Seite von Philipp von Schwaben und nach dessen Ermordung im Gefolge Ottos IV. An der Seite von Friedrich II. nahm er am Herbstfeldzug gegen die Sachsen teil, brach 1217 zum Kreuzzug von Damiette auf und wurde während seiner Abwesenheit von Weihbischof Konrad von Krosigk vertreten. Eine Abbildung von ihm befindet sich am so genannten Apostelfenster im Westchor des Naumburger Domes. |                                                  |                                          |
| 17                          | Dietrich II. von Meißen           | 1243–1272          | Dietrich II. war ein unehelicher Sohn des Markgrafen Dietrich von Meißen und bereits als Kind Mitglied des Domkapitels. Er setzte sich mit Hilfe seines Halbbruders, des Markgrafen Heinrich des Erlauchten, gegen den von der Mehrheit des Domkapitels gewählten Peter von Hagin als Bischof von Naumburg durch. Im Thüringischen Erbfolgekrieg unterstützte er Sophie von Brabant gegen die wettinischen Ansprüche. Am 25. April 1259 musste er in Seußlitz in einem Vertrag die Schutzherrschaft der Wettiner für das Bistum Naumburg anerkennen, die Befestigungen der Stadt Zeitz und mehrere Burgen schleifen. Dietrich II., der den unterbrochenen Bau des Naumburger Doms wieder aufnahm, ist vermutlich als Tumba auf den Stufen im Ostchor des Naumburger Domes abgebildet. |                                                  |                                          |
| 18                          | Meinher von Neuenburg             | 1272–1280          | Meinher stammte aus der Sippe der Meinheringer. Sein Bruder Meinher begründete die Linie der Burggrafen von Meißen. Um die Schulden seines Amtsvorgängers abzubauen, verkaufte er einige Güter seines Bistums. Er nahm 1274 am Zweiten Konzil von Lyon teil. Da er den Anspruch auf den Zehnten durch Papst Nikolaus III. verweigerte, wurde er mit dem päpstlichen Bann belegt. |                                                  |                                          |
| 19                          | Ludolf von Mihla                  | 1280–1285          | Ludolf stammte aus der Familie der Truchsess von Schlotheim, die sich als Linie nach Mihla nahe Eisenach nannte. Als Bischof war er mit der Abtragung von Schulden beschäftigt. Er erteilte zahlreichen Klöstern und Kirchen außerhalb des Bistums Ablässe. |                                                  | Familienwappen                           |
| 20                          | Bruno von Langenbogen             | 1285–1304          | Bruno stammte aus dem Ministerialengeschlecht von Langenbogen mit Stammsitz Langenbogen westlich von Halle. Bruno nahm 1287 am Reichstag in Würzburg und 1289 in Erfurt teil. Mehrfach übertrug oder bestätigte er Besitz an die Klöster Langendorf, Pforta und Bosau. Das Klarissenkloster Weißenfels und das Dominikanerkloster Plauen wurden in seiner Zeit als Bischof neu gegründet. |                                                  | Familienwappen                           |
| 21                          | Ulrich I. von Colditz             | 1304–1315          | Ulrich I. stammte aus der Familie von Colditz, die mit Withego II. von Colditz fast zeitgleich den Meißner Bischof stellte. Er war Domherr in Naumburg und Pfarrer der Naumburger Stadtkirche St. Wenzel. 1297 nahm er mit Zustimmung von Papst Bonifatius VIII. noch Meißner Domherrenpfründe an. Als Bischof pflegte er ein freundschaftliches Verhältnis mit den Wettinern. Er setzte sich mehrfach für die Zisterzienserabtei Pforta und weitere Klöster ein. Der Ort der Bestattung von Ulrich I. ist unbekannt, die Nachricht eines pompösen Begräbnisses im Naumburger Dom stammt aus der Taubeschen Chronik des Geschichtsfälschers Johann Georg Rauhe. |                                                  |                                          |
| 22                          | Heinrich I. von Grünberg          | 1316–1335          | Heinrich I. stammte aus einer Familie von Grünberg, die sich nach einer kleinen Burganlage in der Flur Krakau östlich von Magdeburg nannte und noch im 14. Jahrhundert vom zugehörigen Ort von einer Wüstung gesprochen wurde. Als Bischof hielt er sich zunächst politisch eng an Friedrich den Freidigen, 1333 schloss er sich aber einem Schutz- und Trutzbündnis von Adelsfamilien an, die sich mehrheitlich auch ab 1342 im Thüringer Grafenkrieg gegen die Wettiner stellen würden. In Kämpfen wurden Burggrafen von Dohna und von Wettin und ein Truchseß von Borna vom Bischof und dem Domkapitel gefangen gehalten und gegen Lösegeld wieder freigelassen. |                                                  |                                          |
| 23                          | Withego I. von Ostrau             | 1335–1348          | Withego I. stammte aus der Familie von Ostrau, die sich nach dem gleichnamigen Ort nannte, der sich zur Wüstung entwickelte und in einer Flur bei Schkeuditz lag. Er war der erste Naumburger Bischof, dem das Domkapitel eine Wahlkapitulation auferlegte, anschließend traf er Vereinbarungen mit Friedrich II., die zu einem friedlichen Verhältnis beitragen sollten. Er befand sich mehrfach in päpstlichen Kommissionen, in denen überwiegend über Ehedispense verhandelt wurde. |                                                  |                                          |
| 24                          | Johann I.                         | 1348–1351          | Johann I. stammte aus einer unbekannten Familie, seine angenommene Zugehörigkeit zur Familie von Miltitz ist nicht haltbar. Johann I. wurde vom Domkapitel zum Bischof erhoben. Papst Clemens VI. reagierte 1349 mit der Ernennung von Nikolaus von Luxemburg als Gegenkandidaten, lenkte 1351 aber ein. |                                                  |                                          |
|                             | Nikolaus von Luxemburg            | 1349–1350          | Nikolaus war der Gegenbischof von Papst Clemens VI., den er gegen Johann I. aus der Wahl des Naumburger Domkapitels ernannte. Nikolaus siegelte sogar als Naumburger Bischof, aber unternahm keine weiteren Anstrengungen, das ihm zugeordnete Bistum in Besitz zu nehmen. Ende 1350 wurde er vom Papst zum Patriarchen von Aquileia (1350–1358) ernannt, 1351 lenkte schließlich auch der Papst bezüglich Naumburg ein. |                                                  |                                          |
| 25                          | Rudolf von Nebra                  | 1352–1359          | Rudolf stammte aus dem Haus der Schenk von Nebra, einer Seitenlinie der Schenk von Vargula. Als Naumburger Propst wählte ihn das Domkapitel zum Bischof, allerdings ohne Zustimmung des Papstes. Daher ernannte Clemens VI. 1352 in Avignon den Breslauer Domherrn Johannes von Neumarkt zum Gegenkandidaten. Als Johannes 1353 zum Bischof von Leitomischl erhoben wurde, sah sich Rudolf als neuen Gegner mit dem Franziskaner Burchard Graf von Mansfeld konfrontiert. Nachdem sich Rudolf nicht verdrängen ließ, setzte der Papst den Kardinal Guy de Boulogne zur Untersuchung der Situation in Naumburg ein. Erst 1358 wurde eine endgültige Entscheidung zugunsten Rudolfs getroffen. Aus der Zeit von Rudolf als Bischof stammen 26 Urkunden, von denen 21 im Original erhalten geblieben sind. Er beurkundete mehrfach in Angelegenheiten, die Klöster seines Bistums betrafen. |                                                  | Familienwappen                           |
|                             | Johannes von Neumarkt             | 1352–1353          | Nachdem das Domkapitel Rudolf von Nebra ohne Zustimmung des Papstes Clemens VI. gewählt hatte, ernannte dieser 1352 in Avignon Johannes, der 1353 bis zum Kanzler Karls IV. aufstieg, zum Gegenkandidaten. Als Johannes 1353 zum Bischof von Leitomischl (1353–1364) erhoben wurde, sah sich Rudolf als neuen Gegner mit dem Franziskaner Burchard Graf von Mansfeld konfrontiert. Nachdem sich Rudolf nicht verdrängen ließ, setzte der Papst den Kardinal Guy de Boulogne zur Untersuchung der Situation in Naumburg ein. Erst 1358 wurde eine endgültige Entscheidung zugunsten Rudolfs getroffen. Johannes von Neumarkt war später Bischof von Olmütz (1364–1380) und von Breslau (1380). Er war Schriftsteller frühhumanistischer Werke. | Zeitgenössische Buchmalerei                      |                                          |
| 26                          | Gerhard I. von Schwarzburg        | 1359–1372          | Gerhard I. stammte aus dem aufstrebenden Grafengeschlecht der von Schwarzburg, für dessen Familieninteressen er sich auch als Bischof einsetzte. Trotz Veräußerungen des Hochstiftes nahm die Schuldenlast zu. Für den Papst war er mehrfach in diplomatischen Missionen unterwegs und einigte sich 1372 mit dem Papst Gregor XI. in Avignon auf einen Tausch der Bistümer mit dem Würzburger Bischof Withego Hildbrandi. Als Bischof von Würzburg (1372–1400) hatte er sich gegen den Gegenbischof Albrecht III. von Heßberg zu behaupten und trug in seiner verhältnismäßig langen Amtszeit immer wieder Konflikte mit den aufstrebenden Städten aus, die sich teils in Städtebünden organisiert hatten. | Ausschnitt aus dem Epitaph im Würzburger Dom     | Familienwappen                           |
| 27                          | Withego II. Hildbrandi            | 1372–1381          | Withego stammte aus der bürgerlichen Prager Familie Hildbrandi und wird auch in moderner Literatur fälschlicherweise der Thüringer Adelsfamilie von Wolframsdorf zugeschrieben. Der Geschichtsfälscher Johann Georg Rauhe brachte falsche Informationen in Umlauf. Der Bestattungsort von Withego II. gilt ebenfalls als unbekannt. Als Elekt von Würzburg konnte er sich 1372 nicht gegen seinen Gegenkandidaten Albrecht III. von Heßberg durchsetzen und tauschte mit Zustimmung des Papstes Gregor XI. in Avignon das Bistum mit dem bedrängten Gerhard I. von Schwarzburg. Als Bischof war er zur Abtragung von Schulden zu Verpfändungen und Verkäufen gezwungen. |                                                  |                                          |
| 28                          | Christian von Witzleben           | 1381–1394          | Christian stammte aus dem Adelsgeschlecht der von Witzleben. Er gilt als drittältester Sohn des Ritters Christian von Witzleben († 1374), der die Wendelsteiner Linie des Geschlechtes begründete. Vater Christian stand im Thüringer Grafenkrieg auf der Seite des siegreichen Friedrich II. und war landgräflicher Hofrichter und späterer Rat. |                                                  | Familienwappen                           |
| 29                          | Ulrich II. von Radefeld           | 1394–1409          | Ulrich stammte aus der Familie von Radefeldt und war ein naher Verwandter des vorausgegangenen Bischofs Withego I. von Ostrau. Sein Epitaph im Naumburger Dom war im 18. Jahrhundert noch vorhanden, so dass sich dessen Inschrift überliefert hat. |                                                  |                                          |
| 30                          | Gerhard II. von Goch              | 1409–1422          | Gerhard II. stammte aus einer weitverzweigten Familie, die sich nach der Stadt Goch benannte und bei den Wettiner in Ansehen stand. Mehrere nahe Verwandte bekleideten hohe geistliche Ämter. | Epitaph im Naumburger Dom                        |                                          |
| 31                          | Johann II. von Schleinitz         | 1422–1434          | Johann II. stammte aus der Familie von Schleinitz. Seine Zeit als Bischof war von den Einfällen der Hussiten geprägt. Im Zeitzer Dom befindet sich bis heute seine bronzene Grabplatte. Nachfolger wurde sein Neffe und seit 1434 Koadjutor Peter von Schleinitz. |                                                  | Familienwappen                           |
| 32                          | Peter von Schleinitz              | 1434–1463          | Peter stammte wie sein Vorgänger aus der Familie von Schleinitz. Die Auseinandersetzungen mit den Hussiten nahmen ab. Er wurde in den Sächsischen Bruderkrieg, der unter den Wettinern ausgebrochen war, verwickelt. Peter bemühte sich um eine vermittelnde Position zwischen den Brüdern Wilhelm III. und Friedrich II. |                                                  | Familienwappen                           |
| 33                          | Georg von Haugwitz                | 1463–1463          | Georg stammte aus der Familie von Haugwitz. E starb nur zwölf Tage nach seiner Erwählung zum Bischof. Im Laufe seines Lebens bekleidete er hohe geistliche Würden und stand auch im Dienste verschiedener Fürsten, u. a. war er Kanzler des sächsischen Kurfürsten Friedrich II. |                                                  | Familienwappen                           |
| 34                          | Dietrich III. von Bocksdorf       | 1463–1466          | Dietrich III. stammte aus der Familie von Bocksdorf, zu deren Besitzungen auch Schloss Zinnitz zählte. Als juristischer Gelehrter stieg er bis zum Rektor der Universität Leipzig auf und war auch an den Verhandlungen des Kurfürsten mit Kunz von Kauffungen, die dem Sächsischen Prinzenraub vorausgingen, maßgeblich beteiligt. |                                                  | Familienwappen in Siebmachers Wappenbuch |
| 35                          | Heinrich II. von Stammer          | 1466–1481          | Heinrich II. stammte aus der Familie von Stammern. Er mehrte das Vermögen des Bistums durch Einnahmen aus dem Silberbergbau auf dem Schneeberg. |                                                  | Familienwappen in Siebmachers Wappenbuch |
| 36                          | Dietrich IV. von Schönberg        | 1481–1492          | Dietrich IV. stammte, ebenso wie sein Nachfolger und Koadjutor Johann, aus der Familie von Schönberg. Neben mehreren hohen geistlichen Würden war er 1465 auch Rektor der Universität Leipzig. Der ertragreiche Abbau von Silber auf dem Schneeberg wurde fortgesetzt. Dietrich IV. benötigte seit 1483 einen Koadjutor und starb nach langer Krankheit. |                                                  | Familienwappen in Siebmachers Wappenbuch |
| 37                          | Johann III. von Schönberg         | 1492–1517          | Johann III., aus der Familie von Schönberg, war bereits seit 1483 Koadjutor seines Onkels Dietrich IV. von Schönberg. Nachdem er verschiedene hohe geistliche Würden bekleidete, ernannte ihn Papst Innozenz VIII. gegen den Protest des Domkapitels zum Bischof. Er setzte ungewöhnlich viele Familienangehörige in die ihn umgebenden geistlichen Ämter ein. |                                                  | Familienwappen                           |
| 38                          | Philipp von der Pfalz             | 1517–1541          | Philipp, ein Wittelsbacher, war bereits Fürstbischof von Freising (1498–1541), als er den Naumburger Bischofsstuhl einnahm. Seinen Schwerpunkt bildete das Freisinger Bistum, wo er dem Bauernkrieg und dem Einfluss der benachbarten bayerischen Herzöge erfolgreich widerstand und eine rege Bautätigkeit entwickelte. Das Naumburger Bistum besuchte er kaum, die Spannungen mit den reformatorischen Kräften nahmen zu und er sah sich nach dem Tod seines Gönners Friedrich III. in das streng katholische Lager gedrängt. | Zeitgenössisches Werk von Friedrich Hagenauer    | Familienwappen                           |
| 39                          | Nikolaus von Amsdorf              | 1542–1546          | Nikolaus stammte aus der Familie von Amsdorf. Er war der erste lutherische Bischof, der in Deutschland eingesetzt wurde. Als theologischer Gelehrter war er kurze Zeit Rektor der Universität Wittenberg und sorgte in seiner Zeit in Magdeburg mit Streitschriften gegen die papsttreue Kirche, aber auch gegen die „Schwärmer“ oder den Täufer Melchior Hofmann für Aufmerksamkeit. Obwohl das Domkapitel 1541 Julius von Pflug zum neuen Bischof wählte, bestimmte der sächsische Kurfürst Johann Friedrich I. Nikolaus. Der Verlauf des Schmalkaldischen Krieges trug zum Verzicht auf den Bischofsstuhl bei. Er starb 1565. | Nachbildung eines undatierten Gemäldes           |                                          |
| 40                          | Julius von Pflug                  | 1546–1564          | Julius stammte aus der Familie von Pflugk. Das Domkapitel wählte ihn bereits 1541, aber erst nachdem der Einfluss des sächsischen Kurfürsten Johann Friedrich I. im Schmalkaldischen Krieg zurückgegangen war, wurde er 1546 in Naumburg in sein Amt eingeführt. In einer Zeit aufgeworfener Gegensätze war er ein Mann des Ausgleichs und der Annäherung, was ihm teils scharfe Kritik einbrachte. Er nahm mehrfach an Religionsgesprächen teil, half bei der Formulierung des Augsburger Interims und besuchte das Konzil von Trient. Er war der letzte Naumburger Bischof, das Hochstift wurde anschließend nur noch von albertinischen Verwesern verwaltet. | Porträt des Bischofs                             | Familienwappen                           |
| Administratoren             |                                   |                    | |                                                  |                                          |
|                             | Alexander von Sachsen             | 1564–1565          | Alexander starb mit elf Jahren, so dass die Verwaltung des Stifts auf seinen Vater überging. |                                                  |                                          |
|                             | August von Sachsen                | 1565–1586          | auch Kurfürst von Sachsen |                                                  |                                          |
|                             | Christian von Sachsen             | 1586–1591          | auch Kurfürst von Sachsen |                                                  |                                          |
|                             | August von Sachsen                | 1591–1615          | Sohn des Vorgängers |                                                  |                                          |
|                             | Johann Georg von Sachsen          | 1615–1653          | Auch Kurfürst von Sachsen. Er verfügte testamentarisch die Errichtung des Herzogtums Sachsen-Zeitz in Sekundogenitur für seinen jüngsten Sohn, zu dem auch das Hochstift Naumburg gehörte. |                                                  |                                          |
|                             | Moritz von Sachsen                | 1653–1681          | Auch Landkomtur von Thüringen |                                                  |                                          |
|                             | Moritz Wilhelm                    | 1681–1717          | |                                                  |                                          |
|                             | Friedrich August I. von Sachsen   | 1717–1733          | Auch Kurfürst von Sachsen, König von Polen und Großfürst von Litauen. |                                                  |                                          |
|                             | Friedrich August II. von Sachsen  | 1733–1763          | Auch Kurfürst von Sachsen, König von Polen und Großfürst von Litauen. |                                                  |                                          |
|                             | Friedrich Christian von Sachsen   | 1763               | Starb nach nur 74 Tagen Herrschaft an den Blattern. |                                                  |                                          |
|                             | Friedrich August III. von Sachsen | 1763–1816          | Auch Kurfürst, ab 1806 König von Sachsen, 1791 erwählter König von Polen und Großfürst von Litauen, 1807–1815 Herzog von Warschau |                                                  |                                          |